# Multinationale onderneming
Een multinationale onderneming (MNO), transnationale onderneming, internationale onderneming of kortweg multinational is een bedrijf dat in meerdere landen tegelijk geregistreerd of werkzaam is. In al deze landen produceert of verkoopt ze goederen of diensten.

## Geschiedenis
Waarschijnlijk kan de Orde van de Tempeliers, die werd opgericht in 1120, al de eerste internationale onderneming genoemd worden. Daarna volgden de Britse Oost-Indische Compagnie (1600) en de Nederlandse Vereenigde Oostindische Compagnie, die werd opgericht op 20 maart 1602 en bijna 200 jaar lang de grootste onderneming ter wereld zou blijven.
Vooral na de Tweede Wereldoorlog zijn de multinationale ondernemingen gegroeid in aantal en in grootte. Ze zijn veelal gevestigd in de rijke industrielanden, maar in toenemende mate ook in ontwikkelingslanden. Bekende voorbeelden van multinationals zijn: Coca-Cola, Nestlé en Sony. Ook vanuit Nederland opereren multinationals: Unilever, Philips, AkzoNobel, KLM, Heineken, ABN Amro en ING.
Uit landen met opkomende economieën, zoals Brazilië, Mexico, Zuid-Korea, India en China komen bedrijven als Haier, Yue Yuen, Embraer en Infosys. Multinationals spelen dus een belangrijke rol in de mondialisering.
Het gebruik van de term multinational dateert uit 1971. In dat jaar publiceerden Christopher Tugendhat The multinationals en Charles Levinson Capital, inflation and the multinationals (opnieuw uitgebracht in 2014).

## Kenmerken
Gemeenschappelijke kenmerken van multinationale ondernemingen (MNO's) zijn:
- de hoofdvestiging bevindt zich veelal in een van de rijkere industrielanden;
- de buitenlandse vestigingen (dochterbedrijven) mogen vaak erg zelfstandig optreden;
- de aandelen zijn als regel over de hele wereld verspreid; zij worden op alle grote effectenbeurzen verhandeld.
- vestigingen in meerdere landen

In werkelijkheid bestaan er verschillende gradaties tussen nationale en multinationale ondernemingen. Het continuüm tussen puur nationale ondernemingen en transnationale ondernemingen zou bijvoorbeeld als volgt kunnen worden weergegeven:
1. Een nationale onderneming die op de nationale markt opereert;
2. Een nationale onderneming die zowel op de nationale markt opereert als exporteert;
3. Een nationale onderneming met beperkte buitenlandse aanwezigheid in de vorm van vaste inrichtingen, kantoren, dochterondernemingen of joint ventures. Deze buitenlandse aanwezigheid is echter nog beperkt en ondergeschikt aan de moedermarkt. In de buitenlandse vestigingen werkt lokaal personeel onder een van het hoofdkantoor afkomstig management;
4. Een multinationale onderneming. Buitenlandse activiteiten vormen ten opzichte van de moedermarkt een substantieel deel, maar de moedermarkt is toch de belangrijkste markt.
5. Een transnationale onderneming waarbij zowel de activiteiten als leiding verregaand gedecentraliseerd zijn.

Wanneer de internationalisering van de onderneming toeneemt ziet men vaak een toenemende decentralisatie en een toenemend belang van de buitenlandse markten ten opzichte van de moedermarkt. De rol van de hoofdvestiging focust zich meer op organisatie en leiding geven dan op de werkelijke bedrijfsactiviteit. Ook ziet men bij toenemende internationalisatie dat sleutelfuncties niet meer exclusief of voornamelijk uit personeel uit het moederland toevallen, maar ook aan personen afkomstig uit andere jurisdicties. De mobiliteit tussen de vestigingen in verschillende landen neemt toe. De voertaal verschuift van de nationale taal van de moedermarkt naar een internationale taal, meestal het Engels.

## Negentiende eeuw en verder

### 1800-1900
Nederland importeerde in de negentiende eeuw gebruiksgoederen uit het buitenland. Deze werden hier door handelaren verkocht, op de beurs verhandeld of doorgevoerd naar andere landen. Daarin kwam verandering toen producten naamsbekendheid kregen als specifiek merk. Bijvoorbeeld in 1840, toen kranten gingen adverteren voor pillen van het Britse merk Holloway; deze werden door apothekers en artsen in Nederland verkocht. Vervolgens huurden buitenlandse MNO’s Nederlandse vertegenwoordigers in om voet aan de grond te krijgen. Rond 1883 werd de firma Fred. Stieltjes en zonen de officiële verkoper van het Amerikaanse merk Remington. Om niet langer afhankelijk te zijn van Nederlandse bedrijven zetten buitenlandse ondernemingen hun eigen opslagruimten neer, zoals Singer (naaimachines) en Mobil Oil in 1890. Quaker Oats was de eerste Amerikaanse MNO met een eigen verkooppunt in Nederland, dat in 1896 openging. Quaker Oats bestaat is nog steeds in Nederland actief met havermout en cruesli.
Buitenlandse ondernemingen deden in de negentiende eeuw ook voor het eerst forse investeringen in openbare diensten: de straatverlichting, de spoorwegen en de telefonie. In 1825 kreeg de Imperial Continental Gas Association (IGCA) uit Londen een vergunning om een gas stadsverlichting in Rotterdam op te zetten. Later volgden Amsterdam en Haarlem. Tussen 1820 en 1830 investeerde de IGCA in bijna alle Europese landen. De winsten van de onderneming werden teruggesluisd naar Engeland. In 1830 reden de eerste treinen in Nederland. De lijn Amsterdam naar Haarlem was gefinancierd met Nederlands kapitaal, maar Duitse investeerders kochten meteen veel aandelen op. Ten slotte werd in 1880 de International Bell Telephone actief in verschillende Europese steden. Dit was een onderdeel van het Amerikaanse Bell Telephone. In Nederland kreeg uiteindelijk de Nederlandse Bell Telephone Maatschappij de concessie.

### 1900-1950
In de eerste helft van de twintigste eeuw investeerden vooral bedrijven uit het nabije buitenland in de Nederlandse industrie. Zo bouwde Saint-Gobain (een grote Franse glasproducent) een fabriek in Sas van Gent. Europese MNO’s deden, meer dan in de negentiende eeuw, hun intrede op Nederlandse bodem. In 1912 nam Nestlé, de Zwitserse producent van babymelk, een melkfabriek over in Rotterdam. In 1920 startte het Amerikaanse Ford een productiefaciliteit op in Nederland. In 1950 besloeg het aantal Amerikaanse investeringen in Nederland een bedrag van 84 miljoen Amerikaanse dollar en waren er honderd Amerikaanse bedrijven hier actief.

### 1950-1960
Buitenlandse MNO’s investeerden niet alleen in de petrochemische industrie in Nederland, maar ook in veel andere vormen van industriële productie. Met de opkomst van Rotterdam als grootste haven ter wereld, vestigden zich een groot aantal MNO’s in Europoort. In de jaren vijftig en zestig kwamen ondernemingen als Esso, Gulf, Dow Chemical en ICI naar Nederland. Zij zetten raffinaderijen en opslagterminals neer. De loonkosten in Nederland waren na de oorlog nog laag en er was een overvloed aan betaalbare arbeidskrachten.

## Kritiek
MNO's zijn nogal eens in het nieuws, niet zelden in negatieve zin. Zo is er bijvoorbeeld kritiek op Nestlé dat zijn babyvoeding aanprijst in ontwikkelingslanden waar men niet beschikt over betrouwbaar drinkwater. Een ander voorbeeld is Shell dat de in de jaren tachtig het mikpunt was van actiegroepen wegens zijn vestiging in Zuid-Afrika. Meer recent kreeg Shell nogal wat negatieve publiciteit inzake olieverontreiniging in Nigeria.
Sommige actiegroepen staan kritisch tegenover MNO’s, omdat zij zich veelal onttrekken aan de controle van nationale overheden. Dit bezwaar geldt vooral voor ontwikkelingslanden, waar nationale controle- en handhavingsapparaten vaak zwak zijn of hinder ondervinden van corruptie; zij proberen hun winsten kunstmatig daar te laten ontstaan waar het belastingklimaat het vriendelijkst is. Dit laatste kan bijvoorbeeld met behulp van een systeem met brievenbusfirma's. Een andere praktijk die steeds meer aan banden wordt gelegd was het maken van afspraken over belastingheffing met de belastingautoriteiten, zogenaamde tax rulings. Terwijl het officiële belastingtarief in Nederland 25 procent is, betalen multinationals in de praktijk gemiddeld slechts 10,4 procent belasting over hun winst. Doordat MNO's op deze manier hun belastingdruk weten te verminderen, concurreren ze op oneerlijke wijze met nationale ondernemingen die dit niet kunnen. Voor hun werkgelegenheid zijn ontwikkelingslanden vaak noodgedwongen de multinationals een zo goed mogelijk ondernemingsklimaat te bieden, waar dit ten koste kan gaan van milieu en arbeidsomstandigheden. Door verscherpte milieueisen in de industrielanden wijken zij soms, met hun vervuilende productie, uit naar ontwikkelingslanden die zich de 'luxe' van een milieuwetgeving niet kunnen veroorloven. Beslissingen van de moedermaatschappij kunnen ertoe leiden dat praktisch van de ene op de andere dag een vestiging wordt verplaatst naar een ander land. Dit kan de multinational tot een onberekenbare werkgever maken.
Voorstanders van MNO's zeggen dat zij een belangrijke rol spelen bij het internationaal verspreiden van kennis. Zij investeren in de ontwikkelingslanden en zorgen voor werkgelegenheid. Landen als China en de kleinere 'Aziatische tijgers' hebben zich kunnen ontwikkelen tot industrielanden doordat ze als lagelonenlanden een gunstig vestigingsklimaat voor MNO's boden. Aanvankelijk gold het productie van eenvoudige zaken en buitenlandse call centers, later geavanceerdere activiteiten. Hierdoor groeide de economie en kon het land in zijn ontwikkeling investeren waardoor de bevolking beter opgeleid werd. Uiteindelijk werden de lonen zo hoog, dat het desbetreffende land ophield een ontwikkelingsland te zijn. Verder kunnen MNO's voor werknemers de mogelijkheid voor internationale mobiliteit bieden.